# Cardiophorus ruficollis
Cardiophorus ruficollis là một loài bọ cánh cứng trong họ Elateridae. Loài này được Linnaeus miêu tả khoa học năm 1758.